# کوپریولن
کوپریولن (به بلغاری: Koprivlen) یک منطقهٔ مسکونی در بلغارستان است که در شهرستان هاجیدیموفو واقع شده‌است.